# Joe Flacco
Joe Flacco (Voorhees, Nueva Jersey, Estados Unidos, 16 de enero de 1985) es un jugador profesional de fútbol americano de la National Football League que actualmente juega para los Indianapolis Colts.
Flacco es conocido por tener uno de los brazos más fuertes de la NFL, lo que le permite usar un "juego de pases profundos y agresivos en campo profundo".

## Carrera deportiva
Flacco fue reclutado en 2003 por la Universidad de Pittsburgh, siendo considerado uno de los mejores 40 quarterbacks estadounidenses de su generación. Sin embargo, tras una temporada como redshirt y otra como suplente en los Panthers, se transfirió a la Universidad de Delaware en 2005. Allí tuvo que permanecer un año inactivo, debido a las reglas de traspasos de la NCAA. Creyendo que no progresaría en el fútbol americano, pidió jugar con el equipo de béisbol de su universidad, pero su entrenador lo convenció de que no lo hiciera, asegurándole que tenía condiciones para llegar a la NFL. Posteriormente jugó dos temporadas con los Fightin' Blue Hens, destacándose en ambas.
Se presentó al Draft de la NFL de 2008, siendo elegido por los Baltimore Ravens en la primera ronda con el puesto número 18.
En su año de novato, Flacco comenzó todos los juegos como titular y llevó a los Ravens a dos victorias como visitantes en los Playoffs 2008-09, convirtiéndose en el primer mariscal de campo novato en la historia de la liga en ganar dos juegos de postemporada. Como mariscal de campo novato titular, ganó 13 juegos, 11 durante la temporada regular. En su segunda temporada, mejoró sus números, estableciendo récords de franquicia en una sola temporada por porcentaje de pases completos (63.1) y mariscal de campo (88.9), y en su tercera temporada se convirtió en el líder absoluto de la historia de los Ravens para yardas aéreas y pases de touchdowns .
Como mariscal de campo titular de Baltimore, los Ravens han ganado la AFC Norte en dos ocasiones, aparecieron en tres Juegos de Campeonato de la AFC y derrotaron a los San Francisco 49ers en el Super Bowl XLVII. Flacco fue nombrado Jugador Más Valioso del Super Bowl, concluyendo una carrera de postemporada en la que empató el récord individual de Joe Montana en pases de touchdown (11) sin intercepción. Esa temporada baja, Flacco firmó un contrato de seis años por valor de $ 120.6 millones, un récord para un mariscal de campo en ese momento.
Actualmente se encuentra en activo como jugador de Indianapolis Colts. 

## Estadísticas profesionales
Todas las estadísticas y logros son cortesía de la NFL, Baltimore Ravens y Pro-Football.

### Temporada regular
| Temporada | Equipo | Juegos | Registro (V-D) | PT | Pases | Pases | Pases | Pases | Pases | Pases | Pases | Pases | Pases  | Acarreos | Acarreos | Acarreos | Acarreos | Acarreos | Capturas | Capturas | Fumbles | Fumbles |
| Temporada | Equipo | Juegos | Registro (V-D) | PT | Comp  | Att   | Pct   | Yds   | YPA   | Lg    | TD    | Int   | Índice | Att      | Yds      | Prom     | Lg       | TD       | Cap      | Yds      | Fum     | Perd    |
| --------- | ------ | ------ | -------------- | -- | ----- | ----- | ----- | ----- | ----- | ----- | ----- | ----- | ------ | -------- | -------- | -------- | -------- | -------- | -------- | -------- | ------- | ------- |
| 2008      | BAL    | 16     | 11-5           | 16 | 257   | 428   | 60.0  | 2,971 | 6.9   | 70    | 14    | 12    | 80.3   | 52       | 180      | 3.5      | 38       | 2        | 32       | 276      | 11      | 2       |
| 2009      | BAL    | 16     | 9-7            | 16 | 315   | 499   | 63.1  | 3,613 | 7.2   | 72    | 21    | 12    | 88.9   | 35       | 56       | 1.6      | 10       | 0        | 36       | 218      | 8       | 2       |
| 2010      | BAL    | 16     | 12-4           | 16 | 306   | 489   | 62.6  | 3,622 | 7.4   | 67    | 25    | 10    | 93.6   | 43       | 84       | 2.0      | 14       | 1        | 40       | 294      | 9       | 4       |
| 2011      | BAL    | 16     | 12-4           | 16 | 312   | 542   | 57.6  | 3,613 | 6.7   | 74    | 20    | 12    | 80.9   | 39       | 88       | 2.3      | 33       | 1        | 31       | 203      | 11      | 6       |
| 2012      | BAL    | 16     | 10-6           | 16 | 317   | 531   | 59.7  | 3,817 | 7.2   | 61    | 22    | 10    | 87.7   | 32       | 22       | 0.7      | 16       | 3        | 35       | 227      | 9       | 4       |
| 2013      | BAL    | 16     | 8-8            | 16 | 362   | 614   | 59.0  | 3,912 | 6.4   | 74    | 19    | 22    | 73.1   | 27       | 131      | 4.9      | 22       | 1        | 48       | 324      | 8       | 2       |
| 2014      | BAL    | 16     | 10-6           | 16 | 344   | 554   | 62.1  | 3,986 | 7.2   | 80    | 27    | 12    | 91.0   | 39       | 70       | 1.8      | 15       | 2        | 19       | 167      | 6       | 0       |
| 2015      | BAL    | 10     | 3-7            | 10 | 266   | 413   | 64.4  | 2,791 | 6.8   | 50    | 14    | 12    | 83.1   | 13       | 23       | 1.8      | 16       | 1        | 16       | 124      | 5       | 0       |
| 2016      | BAL    | 16     | 8-8            | 16 | 436   | 672   | 64.9  | 4,317 | 6.4   | 95    | 20    | 15    | 83.5   | 21       | 58       | 2.8      | 16       | 2        | 33       | 243      | 5       | 3       |
| 2017      | BAL    | 16     | 9-7            | 16 | 352   | 549   | 64.1  | 3,141 | 5.7   | 66    | 18    | 13    | 80.4   | 25       | 54       | 2.2      | 25       | 1        | 27       | 205      | 6       | 0       |
| 2018      | BAL    | 9      | 4-5            | 9  | 232   | 379   | 61.2  | 2,465 | 6.5   | 71    | 12    | 6     | 84.2   | 19       | 45       | 2.4      | 13       | 0        | 16       | 79       | 3       | 2       |
| 2019      | DEN    | 8      | 2-6            | 8  | 171   | 262   | 65.3  | 1,822 | 7     | 70    | 6     | 5     | 85.1   | 12       | 20       | 1.7      | 9        | 0        | 26       | 194      | 8       | 6       |
| Carrera   |        |        |                |    |       |       |       |       |       |       |       |       |        |          |          |          |          |          |          |          |         |         |

### Playoffs
| Temporada | Equipo  | Juegos | Registro (V-D) | PT | Pases | Pases | Pases | Pases | Pases | Pases | Pases | Pases | Pases  | Acarreos | Acarreos | Acarreos | Acarreos | Acarreos | Capturas | Capturas | Fumbles | Fumbles |
| Temporada | Equipo  | Juegos | Registro (V-D) | PT | Comp  | Att   | Pct   | Yds   | YPA   | Lg    | TD    | Int   | Índice | Att      | Yds      | Prom     | Lg       | TD       | Cap      | Yds      | Fum     | Perd    |
| --------- | ------- | ------ | -------------- | -- | ----- | ----- | ----- | ----- | ----- | ----- | ----- | ----- | ------ | -------- | -------- | -------- | -------- | -------- | -------- | -------- | ------- | ------- |
| 2008      | BAL     | 3      | 2-1            | 3  | 33    | 75    | 44.0  | 437   | 5.8   | 48    | 1     | 3     | 50.8   | 12       | 5        | 0.5      | 1        | 1        | 3        | 16       | 0       | 0       |
| 2009      | BAL     | 2      | 1-1            | 2  | 24    | 45    | 53.3  | 223   | 5.0   | 27    | 0     | 3     | 39.4   | 7        | 7        | 1.0      | 7        | 0        | 1        | 6        | 0       | 0       |
| 2010      | BAL     | 2      | 1-1            | 2  | 41    | 64    | 64.1  | 390   | 6.1   | 28    | 3     | 1     | 90.0   | 9        | 25       | 2.8      | 5        | 0        | 9        | 51       | 3       | 2       |
| 2011      | BAL     | 2      | 1-1            | 2  | 36    | 63    | 57.1  | 482   | 7.6   | 42    | 4     | 1     | 96.1   | 6        | 26       | 4.3      | 14       | 0        | 8        | 60       | 1       | 0       |
| 2012      | BAL     | 4      | 4-0            | 4  | 73    | 126   | 57.9  | 1,140 | 9.0   | 70    | 11    | 0     | 117.2  | 8        | 16       | 2.0      | 14       | 0        | 6        | 38       | 1       | 1       |
| 2014      | BAL     | 2      | 1-1            | 2  | 46    | 74    | 62.2  | 551   | 7.4   | 40    | 6     | 2     | 100.7  | 8        | 8        | 1.0      | 9        | 0        | 1        | 13       | 1       | 0       |
| Carrera   | Carrera | 15     | 10-5           | 15 | 253   | 447   | 56.6  | 3,233 | 7.2   | 70    | 25    | 10    | 88.6   | 50       | 87       | 1.7      | 14       | 1        | 28       | 184      | 6       | 3       |

### Super Bowl
| Temporada | Equipo  | Rival   | Edición | Resultado | Pases | Pases | Pases | Pases | Pases | Pases | Pases | Pases | Pases  | Acarreos | Acarreos | Acarreos | Acarreos | Acarreos | Capturas | Capturas | Fumbles | Fumbles |
| Temporada | Equipo  | Rival   | Edición | Resultado | Comp  | Att   | Pct   | Yds   | YPA   | Lg    | TD    | Int   | Índice | Att      | Yds      | Prom     | Lg       | TD       | Cap      | Yds      | Fum     | Perd    |
| --------- | ------- | ------- | ------- | --------- | ----- | ----- | ----- | ----- | ----- | ----- | ----- | ----- | ------ | -------- | -------- | -------- | -------- | -------- | -------- | -------- | ------- | ------- |
| 2012      | BAL     | SF      | XLVII   | V 34-31   | 22    | 33    | 66.7  | 287   | 8.7   | 56    | 3     | 0     | 124.2  | 0        | 0        | 0.0      | 0        | 0        | 2        | 13       | 0       | 0       |
| Carrera   | Carrera | Carrera | 1       | 1-0       | 22    | 33    | 66.7  | 287   | 8.7   | 56    | 3     | 0     | 124.2  | 0        | 0        | 0.0      | 0        | 0        | 2        | 13       | 0       | 0       |